# Cantón de Compiègne-Sureste
El cantón de Compiègne-Sureste era una división administrativa francesa, que estaba situada en el departamento de Oise y la región de Picardía.

## Composición
El cantón estaba formado por cuatro comunas, más una fracción de la comuna que le daba su nombre:
- Compiègne (fracción)
- Lacroix-Saint-Ouen
- Saint-Jean-aux-Bois
- Saint-Sauveur
- Vieux-Moulin

## Supresión del cantón de Compiègne-Sureste
En aplicación del Decreto n.º 2014-196 de 20 de febrero de 2014, el cantón de Compiègne-Sureste fue suprimido el 22 de marzo de 2015 y sus 5 comunas pasaron a formar parte; cuatro del nuevo cantón de Compiègne-2 y la fracción de la comuna que le daba su nombre se unió con las demás fracciones para que, por medio de una reestructuración cantonal, fueran creados los nuevos cantones de Compiègne-1 y Compiègne-2.